# Revista de Santiago
La Revista de Santiago fue una publicación periódica chilena, con tiraje entre 1848 y 1855.

## Historia
Luego de la desaparición de la Revista de Valparaíso y de El Crepúsculo, en cuyas páginas se gestó el movimiento literario de 1842, el relevo fue tomado por la Revista de Santiago, que reunió a buena parte de los integrantes de dicho grupo. Se atribuye a José Victorino Lastarria la concepción del proyecto editorial y puesta en marcha de la revista, al mismo tiempo que se desempeñaba como director del diario El Siglo.

### Primera época
Su primer número, que fue publicado en abril de 1848, contenía un prospecto a cargo de Lastarria en el cual daba a conocer los motivos de su fundación. El proyecto descansaba sobre «la convicción que tenían de que solamente del desarrollo simultáneo de las artes y de las ciencias, procedía la perfección de la sociedad y no de las polémicas políticas, de las cuales tendrían buen cuidado de alejarse». Pese a esta intención de mantenerla alejada de la arena política, la revista portaba un germen crítico inextricable, fruto del espíritu ilustrado de su redactores, y propugnó una serie de reformas institucionales que refrendaron la filiación liberal del órgano y contrariaron al sector pelucón. Las controversias que de ello se derivaron traerían consigo el cierre de la publicación.
Sus «crónicas» -artículos editoriales que Lastarria plasmó en cada una de las entregas de la revista- imprimieron a la publicación un índice inequívoco de actualidad que matiza el carácter fundamentalmente literario y académico de los restantes contenidos. Así, cada número se cerraba con un balance actualizado de la situación política y económica del país, al cual ocasionalmente el autor añadía un comentario literario. Varias de sus crónicas presentan la forma de artículos de costumbres, deslizando agudas críticas que pusieron en alerta al gobierno conservador de la época. La existencia de la Revista de Santiago se vio interrumpida en más de una oportunidad debido a las presiones que suscitaron las ácidas críticas al gobierno proferidas por Lastarria. El primer período de la revista, que se extendió entre los años 1848 y 1849, culminó con la publicación del llamado «Manuscrito del diablo», artículo en el que Lastarria fustigó a la sociedad chilena y sus costumbres. Este episodio puso sobre el tapete el debate por la libertad de publicación en el país.

### Segunda época
Entre los años 1850 y 1851, la revista estuvo a cargo de Francisco de Paula Matta, quien había participado anteriormente tanto en El Crepúsculo como en El Siglo. Sin embargo, el nuevo director encauzó la revista hacia temas distintos a los de su primera época.
Luego de permanecer suspendida por cuatro meses, la publicación de la Revista de Santiago fue reanudada, en un intento por «aprovechar la justa fama que había conquistado aquella publicación». Sin embargo, el cambio en la dirección produjo transformaciones en la orientación de la revista y roces entre sus miembros, adictos a facciones distintas del Partido Liberal. Lastarria suspendió sus colaboraciones, a lo que Matta replicó, con ironía: 

«El señor Lastarria comprenderá que no dejamos de sentir el vacío que deja en la Revista; sólo así, sentimos, que en sus cartas y en los artículos de su diario haya querido arrebatarnos entre otros colaboradores a los señores don Andrés Bello, H. de Irisarri, Valdés, Domeyko, etc. ¿Cree que hay muchos que piensan como él? Al contrario. La originalidad de su gran talento consiste en no tener iguales; y bajo este punto de vista el señor Lastarria puede vanagloriarse de no parecerse a sí mismo»

En esta segunda etapa la Revista de Santiago arremetió con fuerzas en la arena política, lanzando críticas a la postura del presidente Manuel Montt o a la misma Constitución, lo que terminó significando el fin de la publicación, por orden del Gobierno de Manuel Montt.

### Tercera época
La Revista de Santiago tuvo una tercera y última época desde marzo del año 1855 hasta octubre del mismo año, bajo la dirección de Guillermo Matta. Lastarria fue convocado nuevamente para contribuir con la publicación y fue durante esta etapa que dio a conocer sus comentarios sobre la Constitución de 1833 propugnada por Diego Portales. Esta vez la revista cesó su existencia definitivamente debido a la falta de suscriptores.

## Temáticas
Las ideas ilustradas que animaban la Revista de Santiago propendían al bienestar material y espiritual de la sociedad y buscaban preparar el escenario para la organización de un partido liberal capaz de llevar a la práctica el modelo democrático. En función de ello era necesario fomentar el desarrollo del quehacer científico, de una literatura nacional y de un periodismo crítico y contingente, orientado a educar a la sociedad en aras del progreso. De algún modo, estos intereses decantaron en la creación de la Sociedad de la Igualdad en 1850.
La Revista de Santiago no solo se interesó por difundir las humanidades, sino también las ciencias biológicas, químicas y físicas, las artes y la técnica, espectro al cual sumó discursos políticos y proclamas partidistas. Encontraron cabida en su páginas creaciones poéticas y críticas literarias, investigaciones históricas, ensayos filosóficos y trabajos sobre economía. Era una publicación multidisciplinaria, atenta a la contingencia y orientada al progreso material y espiritual de la sociedad chilena de la época.
Esta misma versatilidad fue, para sus críticos, el talón de Aquiles de la publicación, en la que veían la acción de un criterio editorial errático. Sin embargo, la variedad y amplitud de los temas responde a una visión de la sociedad como un todo orgánico, originada en el ideario ilustrado y refrendada en el marco que la universidad proporcionó para la generación y difusión del conocimiento durante esta época. Cabe recordar que la Universidad de Chile había sido fundada en 1842 y que varios de los redactores de la Revista de Santiago eran, además, docentes o alumnos de la casa de estudios.

## Colaboradores
Uno de los rasgos más notables de la Revista de Santiago fue su variedad temática y la categoría de sus colaboradores, tanto chilenos como extranjeros, entre los cuales figuran Andrés Bello, los hermanos Miguel Luis y Gregorio Amunátegui, Manuel Antonio Matta, Guillermo Blest Gana, Vicente Pérez Rosales, Hermógenes de Irisarri, Ignacio Domeyko, Alexander von Humboldt y Pedro José Amado Pissis, entre otros.